# 876 Scott
876 Scott, asteroid glavnog pojasa. Otkrio ga je Johann Palisa, 20. lipnja 1917.

## Vanjske poveznice
- Minor Planet Center